# Vernoux-en-Gâtine
Vernoux-en-Gâtine – miejscowość i gmina we Francji, w regionie Nowa Akwitania, w departamencie Deux-Sèvres.
Według danych na rok 1990 gminę zamieszkiwało 707 osób, a gęstość zaludnienia wynosiła 23 osób/km² (wśród 1467 gmin regionu Poitou-Charentes Vernoux-en-Gâtine plasuje się na 429. miejscu pod względem liczby ludności, natomiast pod względem powierzchni na miejscu 157.).